# Ligia Piro
Ligia Piro (Buenos Aires, Argentina, 1 de agosto de 1971) es una cantante de jazz y actriz argentina. 

## Biografía
Es hija de la cantante y actriz Susana Rinaldi y del bandoneonista Osvaldo Piro y hermana del también cantante Alfredo Piro.
En 2003 publicó su primer disco LP por el cual recibió en 2005 el Diploma al Mérito en la categoría Solista de Jazz, otorgado por la Fundación Konex.
Anteriormente, como actriz había sido nominada para el Premio ACE revelación, por su trabajo en el musical Gotán (1996) y el Premio ACE mejor actriz de reparto por Vino de ciruela (2003). Actuó en los musicales Nine, Parafernalia infernal, El romance del Romeo y la Julieta (2002) y en la obra Según Zicka escrita y dirigida por Magela Zanotta en 2001 y 2002.
En televisión hizo el papel de "Julita" en la telenovela Hombre de mar.
En 2006 lanzó su segundo disco Baby.
En 2008 lanzó Trece canciones de amor, su tercer álbum, junto al guitarrista Ricardo Lew. 
En marzo del año 2010 realizó una serie de actuaciones en el Teatro Maipo; en la última fecha participó como invitada especial su madre Susana Rinaldi, y el registro en vivo fue editada con el título Según pasan los años.
También en 2010 editó Strange Fruit junto al trompetista de jazz Juan Cruz de Urquiza. El álbum incluye la canción que da nombre al disco, que tiene una historia profunda en EE. UU. y es un clásico de la música de ese país. 
En 2011 editó Las flores buenas, íntegramente conformado por canciones en castellano, de autores argentinos y latinoamericanos, como León Gieco, Fito Páez, Chico Buarque y Violeta Parra, entre otros.
En 2018, lanza el disco "Love", que reúne standars de jazz, rhythm and blues y canciones elegidas; e incluye la participación de los artistas Lito Vitale, Kevin Johansen, Débora Dixon, Ricardo Lew y Juan Cruz de Urquiza.
En 2023 estrena la obra musical-teatral de boleros "Mucho Corazón" junto con la orquesta Saidera.
En 2025 volvió a ser reconocida con el Premio Konex por su carrera como Solista de Jazz en la última década.

## Discografía
- 2003: Ligia Piro LUCIO ALFIZ PRODUCCIONES S.R.L.
- 2006: Baby! - NOBORDER
- 2008: Trece canciones de amor - Junto a Ricardo Lew - LUCIO ALFIZ PRODUCCIONES S.R.L.
- 2010: Strange fruit - Junto a Juan Cruz de Urquiza - GATOPOP RECORDING
- 2010: Según pasan los años - En vivo - LUCIO ALFIZ PRODUCCIONES S.R.L.
- 2011: Las flores buenas - LUCIO ALFIZ PRODUCCIONES S.R.L.
- 2018: Love